# Radwan Ghazi Moumneh
Radwan Ghazi Moumneh est un musicien, ingénieur du son, et producteur canadien.

## Biographie
La famille de Radwan Moumneh a fui la guerre civile au Liban pour le Sultanat d'Oman, où il a grandi, pour s'installer à Montréal en 1993 ,,. Au milieu des années 1990 et au début des années 2000, Moumneh a enregistré et tourné avec un certain nombre de groupes hardcore et punk montréalais tels que The Black Hand et IRE. En 2004, Moumneh a créé le studio d'enregistrement Hotel2Tango avec Howard Bilerman, Efrim Menuck et Thierry Amar (les deux derniers sont les principaux membres de Godspeed You! Black Emperor et A Silver Mt. Zion Memorial Orchestra ) En 2005, Moumneh a commencé à jouer en direct sous le nom de Jerusalem In My Heart avec un certain nombre de collaborateurs, un projet avec lequel il a sorti deux albums. Jerusalem In My Heart a également sorti un album collaboratif avec Suuns - Suuns et Jerusalem in My Heart - (que Moumneh avait précédemment enregistré). En tant qu'ingénieur du son et producteur, Moumneh a travaillé sur différentes productions telles que Suuns, Mashrou'Leila, Matana Roberts et Ought (groupe). En 2020, Moumneh est également interprète collaborateur avec Karla Étienne sur le projet de Georges Stamos, One Kind Favor produit par Danse-Cité et présenté à Montréal, arts interculturels,.

## Discographie

### Jerusalem In My Heart
- If He Dies, If If If If If If  LP/CD (2013, Constellation Records (Canada))
- Suuns and Jerusalem in My Heart LP/CD (2015, Secretly Canadian)
- Mo7it Al-Mo7it LP/CD (2015, Constellation Records (Canada))

### Radwan Ghazi Moumneh et Eric Chenaux
- The Sentimental Moves, LP (2012, Pamplemousse (label de musique) )

### Land of Kush
- Monogamy, LP (2010, Constellation Records (Canada))
- Against The Day, LP/CD (2009, Constellation Records (Canada))

### Pas Chic Chic
- Au Contraire (album) LP (2008, Semprini Records )

### Cursed (band)
- II (Cursed album), LP/CD (2005, Goodfellow Records)
- II (Cursed album), LP/CD (2003, Deathwish Inc.)

### The Black Hand
- War Monger (album), LP/CD (2002, Scorched Earth Policy Records)
- Pulling Your Strings (album), LP/CD (2001, Scorched Earth Policy Records)

### IRE
- What Seed, What Root (album), LP/CD (1999, CrimethInc.)
- I Discern an Overtone of Tragedy in Your Voice (album), LP/CD (1998, The Mountain Collective For Independent Artists, Ltd.)
- Adversity Into Triumph (album), LP/CD (1996, Ellington Records (music label))